# 西拉图
西拉图（Sirathu），是印度北方邦Kaushambi县的一个城镇。总人口12208（2001年）。

## 人口
该地2001年总人口12208人，其中男性6360人，女性5848人；0—6岁人口2092人，其中男1053人，女1039人；识字率52.86%，其中男性为62.85%，女性为42.00%。